# Система футбольних ліг Боснії і Герцеговини
Система футбольних ліг Боснії і Герцеговини має ієрархічний порядок з вибуттям та підвищенням у класі. Найвищий рівень — Прем'єр-ліга — організований Футбольною асоціацією Боснії і Герцеговини, другий та третій рівні — асоціаціями юридичних осіб, нижчі рівні — кантональними або регіональними об'єднаннями.

## Структура
Прем'єр-ліга є найвищим рівнем у структурі, де грають 16 команд. Чемпіон ліги є чемпіоном ліги, що дає право на участь у кваліфікаційних раундах Ліги чемпіонів УЄФА. Дві нижчі команди вибувають на другий рівень змагань.
Другий рівень поділений на дві ліги: Перша ліга Федерації Боснії і Герцеговини (16 клубів) та Перша ліга Республіки Сербської (12 клубів). Критерієм потрапляння до однієї з цих ліг при вибутті з Прем'єр-ліги є географічний принцип. Переможець кожної з ліг підвищується у класі та грає наступний сезон у Прем'єр-лізі, команди з нижніх частин таблиці вибувають до Других ліг. Кількість команд, що вибувають, залежить від того, скільки команд вибули з Прем'єр-ліги та підвищились з Третіх дивізіонів.
Третій рівень також розділений за географічним принципом: у Першій лізі Федерації Боснії і Герцеговини чотири других дивізіони, у Першій лізі Республіки Сербської — два. Вибуття та підвищення відбувається за аналогічним принципом: переможці других ліг підвищуються до відповідної Першої ліги, клуби, що посіли останні місця — до відповідних нижчих ліг.
На четвертому рівні другі ліги розділяються на регіональні. Другі ліги з Федерації Боснії і Герцеговини мають дев'ять регіональних ліг, з Республіки Сербської — чотири.
П'ятий рівень поєднує регіональні та ліги кантонів. На шостому та сьомому рівнях ліги присутні тільки в Республіці Сербській.

## Система
| Рівень | Ліга(-и)/Дивізіон(и) | Ліга(-и)/Дивізіон(и) | Ліга(-и)/Дивізіон(и) | Ліга(-и)/Дивізіон(и) | Ліга(-и)/Дивізіон(и) | Ліга(-и)/Дивізіон(и) | Ліга(-и)/Дивізіон(и) |
| ------ | --- | --- | --- | --- | --- | --- | --- |
| 1      | Прем'єр-ліга 12 клубів | Прем'єр-ліга 12 клубів | Прем'єр-ліга 12 клубів | Прем'єр-ліга 12 клубів | Прем'єр-ліга 12 клубів | Прем'єр-ліга 12 клубів | Прем'єр-ліга 12 клубів |
| 2      | Перша ліга Федерації Боснії і Герцеговини 16 клубів | Перша ліга Федерації Боснії і Герцеговини 16 клубів | Перша ліга Федерації Боснії і Герцеговини 16 клубів | Перша ліга Федерації Боснії і Герцеговини 16 клубів | Перша ліга Республіки Сербської 12 клубів | Перша ліга Республіки Сербської 12 клубів | Перша ліга Республіки Сербської 12 клубів |
| 3      | Друга ліга ФБГ — Північ 16 клубів | Друга ліга ФБГ — Центр 16 клубів | Друга ліга ФБГ — Південь 16 клубів | Друга ліга ФБГ — Захід 12 клубів | Друга ліга РС — Захід 16 клубів | Друга ліга РС — Схід 16 клубів | |
| 4      | Перша ліга Тузланського кантону (16 клубів) Перша ліга Посавського кантону (14 клубів) | Ліга Сараєвського кантону (9 клубів in 2 groups) Ліга Зеницько-Добойського кантону (8 клубів) Ліга Боснійсько-Подринського кантону | Міжнародна ліга 10/Західногерцеговинського кантонів (6 клубів) Ліга Герцеговинсько-Неретванського кантону (11 клубів) | Перша ліга Середньобоснійського кантону (7 клубів) Ліга Унсько-Санського кантону (12 клубів) | Регіональна ліга РС — Захід (16 клубів) Регіональна ліга РС — Центр (14 клубів) | Регіональна ліга РС — Схід (14 клубів) Регіональна ліга РС — Південь (4 клуби) | |
| 5      | Друга ліга Тузланського кантону — Захід (14 клубів) Друга ліга Тузланського кантону — Північ (14 клубів) Друга ліга Тузланського кантону — Південь (14 клубів) Друга ліга Середньобоснійського кантону (7 клубів) Друга ліга Посавського кантону (9 клубів) | Друга ліга Тузланського кантону — Захід (14 клубів) Друга ліга Тузланського кантону — Північ (14 клубів) Друга ліга Тузланського кантону — Південь (14 клубів) Друга ліга Середньобоснійського кантону (7 клубів) Друга ліга Посавського кантону (9 клубів) | Друга ліга Тузланського кантону — Захід (14 клубів) Друга ліга Тузланського кантону — Північ (14 клубів) Друга ліга Тузланського кантону — Південь (14 клубів) Друга ліга Середньобоснійського кантону (7 клубів) Друга ліга Посавського кантону (9 клубів) | Друга ліга Тузланського кантону — Захід (14 клубів) Друга ліга Тузланського кантону — Північ (14 клубів) Друга ліга Тузланського кантону — Південь (14 клубів) Друга ліга Середньобоснійського кантону (7 клубів) Друга ліга Посавського кантону (9 клубів) | Регіональна ліга Баня-Луки (14 клубів) Регіональна ліга Градішки (14 клубів) Регіональна ліга Прієдору (12 клубів) Регіональна ліга Добою (14 клубів) Четверта ліга Посавіни (14 клубів) Четверта ліга Семберії (14 клубів) Регіональна ліга Бирач (10 клубів) | Регіональна ліга Баня-Луки (14 клубів) Регіональна ліга Градішки (14 клубів) Регіональна ліга Прієдору (12 клубів) Регіональна ліга Добою (14 клубів) Четверта ліга Посавіни (14 клубів) Четверта ліга Семберії (14 клубів) Регіональна ліга Бирач (10 клубів) | Регіональна ліга Баня-Луки (14 клубів) Регіональна ліга Градішки (14 клубів) Регіональна ліга Прієдору (12 клубів) Регіональна ліга Добою (14 клубів) Четверта ліга Посавіни (14 клубів) Четверта ліга Семберії (14 клубів) Регіональна ліга Бирач (10 клубів) |
| 6      | | | | | Муніципальна ліга Градішки (14 клубів) Інтермуніципальна ліга Лакташі-Србац-Прнявор (8 клубів) Інтермуніципальна ліга Прієдору (10 клубів) Інтермуніципальна ліга Добою (14 клубів) Інтермуніципальна ліга Модричі (8 клубів) Інтермуніципальна ліга Шамацу (6 клубів) Перша ліга Муніципальної футбольної асоціації Брчко (8 клубів) Перша муніципальна ліга Бієліни — Захід (12 клубів) Перша муніципальна ліга Бієліни — Схід (12 клубів) Муніципальна ліга Углєвік (4 клуби) | Муніципальна ліга Градішки (14 клубів) Інтермуніципальна ліга Лакташі-Србац-Прнявор (8 клубів) Інтермуніципальна ліга Прієдору (10 клубів) Інтермуніципальна ліга Добою (14 клубів) Інтермуніципальна ліга Модричі (8 клубів) Інтермуніципальна ліга Шамацу (6 клубів) Перша ліга Муніципальної футбольної асоціації Брчко (8 клубів) Перша муніципальна ліга Бієліни — Захід (12 клубів) Перша муніципальна ліга Бієліни — Схід (12 клубів) Муніципальна ліга Углєвік (4 клуби) | Муніципальна ліга Градішки (14 клубів) Інтермуніципальна ліга Лакташі-Србац-Прнявор (8 клубів) Інтермуніципальна ліга Прієдору (10 клубів) Інтермуніципальна ліга Добою (14 клубів) Інтермуніципальна ліга Модричі (8 клубів) Інтермуніципальна ліга Шамацу (6 клубів) Перша ліга Муніципальної футбольної асоціації Брчко (8 клубів) Перша муніципальна ліга Бієліни — Захід (12 клубів) Перша муніципальна ліга Бієліни — Схід (12 клубів) Муніципальна ліга Углєвік (4 клуби) |
| 7      | | | | | Друга муніципальна ліга Бієліни — Захід (8 клубів) Друга муніципальна ліга Бієліни — Схід (8 клубів) | Друга муніципальна ліга Бієліни — Захід (8 клубів) Друга муніципальна ліга Бієліни — Схід (8 клубів) | Друга муніципальна ліга Бієліни — Захід (8 клубів) Друга муніципальна ліга Бієліни — Схід (8 клубів) |